# 아이오와 스타스
| 아이오와 스타스 아이오와 찹스 | |
| 콘퍼런스                      | 서부 콘퍼런스 (2005년~2009년)                                                                                           |
| 디비전                        | 웨스트 디비전 (2005년~2009년)                                                                                           |
| 설립연도                      | 2001년 |
| 해체연도                      | 2009년 |
| 역사                          | 루이빌 팬서스 (1999년~2001년) 아이오와 스타스 (2005년~2008년) 아이오와 찹스 (2008년~2009년) 텍사스 스타스 (2009년~현재) |
| 경기장                        | 웰스 파고 아레나 |
| 연고지                        | 아이오와주 디모인 |
| 상징색                        | 검정, 진홍색, 회색, 하양                                                                                                |
| 구단주                        | |
| 단장                          | |
| 감독                          | |
| NHL 제휴                      | |
| ECHL 제휴                     | |
| 정규시즌 우승                 | |
| 콘퍼런스 우승                 | |
| 디비전 우승                   | |
| 칼더 컵                       | |
| 영구 결번                     | |

아이오와 스타스/아이오와 찹스(Iowa Stars/Iowa Chops)는 미국 아이오와주 디모인을 연고지로 하는 2001년부터 2009년까지 AHL 소속되었던 아이스 하키팀이다.
2009년 연고지를 텍사스주 시더 파크 (텍사스 스타스)로 이전했다.

## 역대 홈경기장
| 아이오와 스타스/아이오와 찹스 |               |          |                   |      |
| 경기장                        | 사용기간      | 수용인원 | 장소              | 비고 |
| 웰스 파고 아레나              | 2005년~2009년 | 15,181명 | 아이오와주 디모인 | 빈칸 |